# الوحش (رواية)
الوحش هي رواية كتبها المؤلف الأمريكي ستيفن كرين عام 1898. تدور أحداث الرواية في قرية خيالية صغيرة تُدعى وهيلمفيل في نيويورك، حيث عين طبيب القرية الدكتور ترسكوت، السائق هنري جونسون الأمريكي من أصل إفريقي الذي أصيب بتشويه بعد أن أنقذ نجل الدكتور ترسكوت من حريق. وأطلق سكان القرية على جونسون لقب الوحش، فتعهد دكتور ترسكوت بحمايته مما أدى إلى نبذ عائلته من المجتمع. استخدم كرين القرية الخيالية وهيلمفيل في أكثر من أرْبع عشر قصة.
تقع القرية في بورت جرفيس في نيويورك حيث قضى كرين مع عائلته بضع سنوات من شبابه. ويعتقد أن هذه الرواية هي مصدر إلهام من بعض الرجال المحليين في بورت جيرفيس الذين كانوا يعانون من نفس التشويه. ومن ناحية أخرى، ربط النقاد بين الرواية وبين حدث إعدام دون محاكمة الذي تعرض له روبرت لويس الأمريكي من أصل إفريقي في عام 1892. نشرت مجلة هاربر دراسة العنصرية والخوف والعزلة في قرية صغيرة. وبعد عام من النشر، احتوت المجلة على روايات مثل الوحش وروايات أخرى. وتعتبر هذه الرواية آخر الروايات المنشورة في حياة الكاتب.
تختلف رواية الوحش عن روايات وهيلمفيل الأخرى في الطول والرؤية حيث تحتوي على نمط دراماتيكي أقَل من أعماله الرئيسية السابقة مثل ماغي: فتاة الشوارع وشارة الشجاعة الحمراء. وتتناول الرواية مواضيع متناقضة مثل الوحشية والتشويه وأيضًا العرق والتسامح. وعلى الرغم من وجهات النظر المختلفة حول الرواية، فهي تُعتبر واحدة من أفضل أعمال كرين.

## الخلفية والكتابة
بدأ كرين في كتابة روايته الوحش في يونيو عام 1897، وفي ذلك الحين كان يعيش مع رفيقة دربه كرا تايلر في أكستد في إنجلترا. على الرغم من النجاح الباهر الذي حققته الرواية في الولايات المتحدة وإنجلترا، كان كرين يواجه مشاكل مادية. ونظرًا لظروفه المادية، عمل كرين في مجال مشتعل حيث كان يكتب للأسواق الإنجليزية والأمريكية. وكذلك لُوحظ أنه كَتب الوحش بدافع من الحاجة الماسة للمال. في أغسطس من ذلك العام، أصيب كرين وكرا في حادث عربة عند عودتهم من زيارتهم لصديقهم هارولد فريدريك وعشيقته كايت لوين في همفيلد كنيلي، وبعد أسبوع من الراحة، سافر الزوجان في رحلة إلى أيرلندا حيث انهى كرين الرواية.

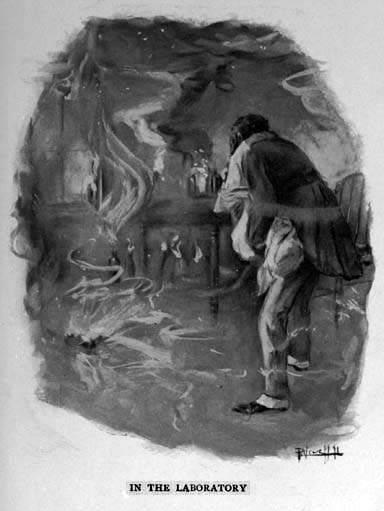
رسم توضيحي من تصميم بيتر نيويل لهنري جونسون وهو يحمل جيمي أثناء احتراق المنزل.

تعتبر الوحش الرواية الأولى التي استخدم فيها كرين القرية الخيالية ويهلمفيل، وبشكل تدريجي، أصبحت كمكان لأربعة عشر قصة، ظهرت ثلاثة عشر منهم في مقتطفات عام 1900 قصص وهيلمفيل، وهي القرية المستوحاة من بورت جرفيس بنيويورك، حيث قضى الكاتب طفولته من ستة إلى أحد عشر عامًا. نقل كرين والدته إلى أسبوري بارك في نيوجيرسي في عام 1880 وحتى 1896، حيث انتقل للعيش مع أخيه الأكبر ويليام كرين وويليام هوا كرين، من سكان بورت جرفيس. وصرح كرين لناشريه عن قلقه جراء استخدامه لبورت جرفيس في كتابة الوحش ليؤكد لسكان وطنه الأسبق عدم إدراكهم أنهم يعيشون في قرية خيالية؛ في حين أن كاتب السيرة الذاتية لكرين، وهو توماس بير، أدعى أن النموذج النمطي للسائق هنري جونسون هو ليفي هيوم. تعتقد أدين ابنة أخ كرين أن تشويه الشخصية ما هو إلا فعل مُتأثر بشخصية حقيقية تشوهت وجهها بسبب السرطان. على خلفية ما كُتب في فرانكشتين الأسود: صناعة الاستعارة الأمريكية، تعتقد الكاتبة إليزابيث يونج أنه من الممكن أن يكون كرين تأثر ببعض العروض الغريبة الشهيرة مثل ويليام هنري جونسون أو رأس الدبوس وجوزيف ميريك أو الرجل الفيل. كما أنه من الممكن أن يكون كرين قد استلهم أفكار هنريك إبسن في مسرحيته عدو الشعب، وبالرغم من نشرها في 1882، فإن أحداث المسرحية تدور حول طبيب منبوذ في مجتمعه، إلا أنها قد لاقت ناجحًا في الولايات المتحدة الأمريكية في منتصف عام 1890.
ربط النقاد المعاصرين مواضيع التفرقة العنصرية في الرواية بحلقة العنف التي حدثت في تاريخ بورت جرفيس. في الثاني من يونيو عام 1892، تم سحل روبرت لويس الأمريكي من أصل أفريقي بسبب اعتداء مزعوم على امرأة بيضاء من أصل أمريكي. وفي طريقه للسجن، تم سحبه في المدينة وسط مئات من العامة وأيضًا تم ضربه وشنقه. شهد ويليام هوا كرين الحدث وكان واحدًا من ضمن بعض الرجال الذين أخذوا موقف ضد هذا العنف جنبًا إلى جنب مع رئيس الشرطة، الذين حاول التدخل. وعلى الرغم من عدم وجود كرين في ذلك الوقت، إلا أن مجلتي بورتجرفيس جازات ونيويورك تريبيون نشرتا تفاصيل الحادث وكان كرين في ذلك الحين يساهم في كتابة في نيويورك تريبيون. أشارت مجلة جازات أن مشهد سحل لويس «يُعتبر من أكثر المشاهد خزيًا التي مرت على بورتجرفيس». وأطلقت الناشطة إيدا ويلز وقتها حملة للتحقيق في نظرية سحل لويس. من بين 1,134 حالة سحل في الولايات المتحدة في الفترة بين عامين 1882 و1899، لويس كان الأسود الوحيد الذي تم سحله في نيويورك.
أرسل كرين مخطوطته التي تتضمن أكثر من 21,000 كلمة إلى مكلورس وأعمال أخرى منها العروسة في السماء الصفراء، ولكن أعماله لم تنشر لمدة عام. بعد رفض مكلورس، نشرت مجلة هاربر روايته الوحش في أغسطس عام 1898 مع رسوم توضيحية لبيتر نويل. وبعد عام، نشرت دار النشر هاربر الرواية في الولايات المتحدة بعنوان الوحش وحكايات أخرى، والتي تحتوي على عملين آخرين لكرين وهما الفندق الحزين وقفزتي الجديدة. نُشرت النسخة الإنجليزية الأولى في عام 1901، وكانت تحتوي على أربعة أعمال أخرى.

## المحتوى
عاتب الأب الدكتور نيد ترسكوت ابنه جيمي لكسره عود صليب أثناء لعبه في حديقة المنزل، وقد زار جيمي ترسكوت الصغير عائلة سائق الكارتة هنري جونسون، وهو زنجي وسيم تميز بخفته ونباهته بين ضواحي المدينة وكان يتسم بوده لجيمي. وفي مساء هذه الليلة، ارتدى هنري ملابسه الأنيقة متجولًا في المدينة يستمع إلى التعليقات المثيرة من أصدقاءه والساخرة من السكان الأصليين في طريقه لزيارة الصغيرة بيلا فراجوت المهوسة به.
في نفس الليلة، بينما كان سكان المدينة متجمعين يستمعون لفرقة تعزف أنغامها، سمع أهل المدينة صافرة الإنذار القادمة من المصنع القريب لتخبرهم بوجود حريق في الجزء الآخر من المدينة. قام بعض الرجال بجمع العربات والذهاب إلى موقع الحريق الذي انتشر حتى منزل الدكتور ترسكوت. أنقذ الجيران دكتور ترسكوت، ولكن لم يستطيعوا الوصول إلى جيمي. ظهر هنري بين العامة ودخل المنزل باحثا عن جيمي ليجده سالمًا في غرفة نومه. لم يتمكن هنري من الخروج من نفس المكان الذي دخل منه، فحمل جيمي ولفه في بطانية وذهبا إلى معمل دكتور ترسكوت ليخرج من الممر السري، إلا أن النار كانت قد دمرت هذا الطريق أيضًا. إنهار هنري من لهب الحريق وتعثر بجانب مكتب دكتور ترسكوت وأصيب في وجهه بسبب انفجار مادة كيميائية.
يعود دكتور ترسكوت إلى منزله ليجد زوجته تخبره، وهي في حالة انهيار تام، أن جيمي لا يزال موجودًا في المنزل، يسرع ترسكوت إلى المنزل من خلال الممر السري ليجد أن جيمي ملقاه على الأرض فيأخذه إلى الخارج، ولا يعلم ترسكوت حينها أن هنري لا يزال في الداخل، فيهم بالدخول مرة أخرى ولكن يمنعه الناس. دخل رَجل آخر إلى المنزل ليخرج بهنري، الذي أصيب بإصابات بالغة. ذهب المصابون إلى منزل الحاكم دنينج هاجنثروب ليتلقوا العلاج. وفي الوقت الذي أُعلن فيه أن دكتور ترسكوت وعائلته سيتحسنون، أُعلن أن هنري قد مات وأصبح واحدًا من أبطال المدينة.
ولكن في الحقيقة، فقد نجا هنري من الحادث وعالجه ترسكوت كنوع من أنواع العرفان والامتنان لما فعله لابنه. جادل هايجنثروب، أحد مسئولي المدينة، دكتور ترسكوت في أن يترك هنري يموت، حيث أنه لو تم شفائه سيُصبح وحشًا، وكما أنه من الممكن أن يكون عقله قد تأثر بسبب الحادث: « فأنت يا ترسكوت أكثر شخص راقبته وتعرف سوء حالته، فأنت تحاول تعويضه عما حدث له ولكن هذه واحدة من أخطاءالفضيلة يا صديقي.» وفي النهاية، قرر نقل هنري، الذي أصيب بتشوهات في وجهه وسائت حالته النفسية، إلى منزل زنوج محلي، إلا أن وجود هنري أثر على سعادة الأسرة، فانتقل إلى أسرة أخرى. تسلل هنري إلى المدينة لزيارة بعض أهالي المدينة، ولكنه أثار الفزع بين الناس، بما فيهم بيلا فاراجواتت التي لم يقبلها منذ الحادث. وأخيرًا انتقل هنري إلى جراج العربات في منزل دكتور ترسكوت، وهو المكان الوحيد الذي وجد فيه الترحيب. على الرغم من حماية ترسكوت لهنري، ظل أهل المدينة يطلقون على هنري لقب الوحش. ونتيجة لتلك الحماية، تجنب أهل المدينة عائلة ترسكوت. كما أن جيمي رغم صداقته مع هنري قبل الحادث، أصبح شأنه شأن أهل المدينة يستهزء به ويتحدى أصدقائه إذا واجهه الوحش. أصبحت عائلة ترسكوت منبوذة من أهل المدينة، وبعد أن كان دكتور ترسكوت أشهر دكتور في المدينة، أصبح منبوذًا وأصبحت زوجته وحيدة ولم يأت أحدًا لزيارتهم منذ ذلك الوقت.

## الأسلوب
تُروى الرواية من خلال راوي عالم بكل تفاصيل الرواية سواء حدثت أم لا، حيث يستخدم أسلوب التوقع عند القارئ. يعتقد بعض النقاد، ومن بينهم تشارلز بي إيفيس وتوماس جوليسن ومارستن لوفرانس، أن الرواية على الرغم من انقسامها إلى 24 فصلًا، إلا أن هذه الفصول من الممكن أن تنقسم إلى جزئين: يستعرض الجزء الأول من 1 إلى 9 قصة إصابة هنري، فيما يستعرض الثاني من 10 إلى 24 خريطة ردة فعل أهالي المدينة. كَتب الناقد دافيد هلليبوتن في كتابه ألوان السماء: دراسة ستفين كرين أن الوحش تتفرد بأسلوب آخر عن تلك الأسلوب المُستخدم في أعمال كرين الأخرى مثل ماغي: فتاة الشوارع وشارة الشجاعة الحمراء.
يعتقد إدون إتش كادي أن الوحش هي واحدة من أفضل روايات كرين، حيث تحتوي على أسلوب جديد متقن فنيًا ومُحكم وثاقب بشكل عام. استخدم كرين الكثير من الرموز والتشبيهات، والتي تركز على التشبيهات المرئية في كثير الأحيان، وأيضًا تركز على انعدام الرؤية عند أهل المدينة حرفيًا وأخلاقيًا. كما أنه قد تم تصوير أهل المدينة بشكل أشبه الحيوانات ليثبت وحشيتهم وضيق أفقهم. كما أن قد تم توظيف الصور الملونة بشكل كبير للدلالة على معناها الحرفي والمعنوي خلال الرواية. وأشار الناقد إدوارد جرانت أن كرين أكثر من استخدام السخرية في الرواية، فيما تسائل بعض النقاد الآخرين مثل مايكل وارنر عن مدى احتمالية كتابة الوحش بأسلوب ساخر وبشكل متعمد أم أنه بسبب موقف الكاتب المتناقض تجاه الشخصية.
في مقدمة كتاب رجال ونساء ومراكب عام 1921، أحد مختارات كرين، أوضح فينسنت ستارت أن كرين استخدم نبرة في الوحش تختلف تمامًا عن النبرة المُستخدمة في الأربعة عشر رواية أخرى. كَتب فينسنت ستارت أن «الواقع مؤلم، ولكن مع الوضع في الاعتبار أن هذه الرواية تنتمي إلى مجموعة وهيلمفيل فإنها تختلف عنهم حيث أن الروايات الأخرى ذات طابع كوميدي، بينما تبدو الوحش ذات طابع تراجيدي.» كما لاحظ ويليام مورجن أن الروايات الأخرى تتناول حكايات حيوانات بشكل مبسط أو حكايات من الطفولة على عكس الوحش التي تتعامل مع موضوعات أكثر نضجًا، إضافة إلى قضايا المجتمع. وأيضًا أشار بول سارتينه أن الأسلوب بدا مختلفًا حيث يستعرض موضوعات ناضجة، فيما يُعتبر العمل أطول رواية في المجموعة، حيث يحتوي على أكثر من 21,000 كلمة. واختلف النقاد في مسألة اعتبار الوحش قصة قصيرة أم رواية. فيما يُطلق كرين عليها مسمى نوفلالتا، كما أن نسخة ليبرري أوف أمريكا تعتبرها رواية قصيرة.

## الموضوعات

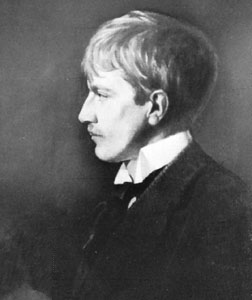
بورتريه لستيفن كرين عام 1894 لصديقه الفنان كوروين لينسون.

تتناول الرواية العديد من الموضوعات الأخلاقية، وخاصة التسامح والشفقة. لم يستطع العديد من النقاد تحديد موقف دكتور ترسكوت لأنه كان مترددًا في انتماءه، فأصبح في حيرة لتحديد موقفه تجاه هنري، الزنجي الذي أنقذ ابنه. كما أوضح الكاتب باتريك دوليي أن «الغريب في الوحش أن إذا كان ترسكوت مُصور كرَجل ذي أخلاق، فإن كرين قد فقد معنى الأخلاق، لأنه إذا كانت أفعال ترسكوت نقية وإلاهية، فإنه يستحق الثناء والإعجاب، ولكن السلوك الأخلاقي للأشخاص العاديين سيتسبب في شطب كافة الأبطال اليومين، إلا أنه لا يُمكن إنكار حقيقة أن ترسكوت هو رَجل على خلق.» وأشار صديق كرين أن الازدواج الأخلاقي المُصور في أهل المدينة يعرض الخوف والانحياز والوحدة في بيئة تقليدية مليئة بحسن النية.
كتب العديد من النقاد عن الموضوعات المتناقضة في الرواية مثل الوحشية والتشويه. لم يعانِ هنري وحده من التشوهات والأضرار الصحية والنفسية، ولكن عانى ترسكوت نفسيًا عندما أصبح منبوذًا من مجتمعه. إن مجاز الوحشية يُمكن أن ياخذ معنى آخر نظرًا لرد فعل أهل المدينة الوحشي تجاه تشويه هنري، كما كَتب البروفيسور والناقد لي كلارك متشل في مقاله مواجهة وعنصرية وتشويه في الوحش لستيفين كرين، حيث تساءل «هل كان الزنجي وحشًا أم أن المدينة هي التي جعلت منه وحشًا». وكَتب هارولد بلوم، متفقًا مع متشل أن «الوحش مثل أسطورة الغزو، حيث أن الوحش خُلق من مخيلة أهل المدينة. فإن الوحش هنري هو نتيجة لخوفه من نبذ مجتمعه له والانحياز بسبب مظهره تضامنًا مع العصرية والدراما التي ألفها أهل المدينة. ويعتبر ترسكوت هو الرجل الوحيد الذي يرى هنري شخصًا عاديًا وليس كوحش، فأصبح هو الآخر منبوذًا بسب عقلية أهل المدينة المنحدرة».
تعتبر العنصرية من الموضوعات الأساسية في الرواية. كما كَتب ويليام مورجن أنه « كما تم تصوير الرجال البيض كأشخاص بليدة تفتقر إلى حس الفكاهة، فإن الرجال السود تم تصويرهم كأشخاص مسلية وودودة، مما يُثبت أن هرم العنصرية موجودًا». أشار كرين إلى العبودية في روايته كثيرًا وكما صرح الناقد نان جودمان أن أسطورة العبودية مهمة في أعمال فترة ما بعد الحرب الأهلية وتكلم عن أثرها على الأميركيين من أصل أفريقي مثل هنري جونسون. تبدأ الرواية بتسامح أهل المدينة تجاه هنري لأنه يحترم ذاته ويعرف مكانته كزنجي. وبعد إصابته، تحدث أهل المدينة عن أن ما حدث له كان سبب عقليته وعقلية أهله والعبيد، التي ادت إلى إصابته في الحريق. وعلى الرغم من وصف معاناة هنري طول الرواية، إلى أن هنري لم يظهر كشخص قبل الحادث، وكما أنه وُصف كزنجي وسيم يُمكن أن يسحر الأطفال والنساء بمظهره. وعلى الرغم من وصفه كبطل، إلا أن كرين لم يبعد عن الصورة النمطية للعنصرية وذلك وفقًا لما قاله مورجن. صرح آخرون مثل ليليان جيلكس وجون كوويي أن كرين أثناء كتابته للوحش، كان ينتقد العنصرية، ومن الممكن أن يكون الكاتب قد عبر فقط عن روح العنصرية التي ملئت الأعمال الأدبية في آواخر القرن التاسع عشر. في مقاله مشاكل الفضيلة: مشكلة العنصرية في الوحش لستفين كرين، لخص جون كلمين ميل النقاد إلى تجاهل الدلائل على عنصرية كرين لرفضه التأثير الثقافي على هدفه أو للتأقلم مع الأسلوب الساخر المُستخدم في الرواية ليثبت أن كرين لم يتعمد التلميح إلى العنصرية.

## تأثير العمل والتراث
استقبلت رواية الوحش ردود أفعال مختلفة من النقاد. قبل نشرها، استقبل كرين من صديقه جوزيف كونراد ردًا على المسودة الأولى، حيث أخبره «أن الرواية صدمتني، وأعتقد أنها جيدة حتى الآن.» كما صرح وليام دين هاولز، صديق سابق لكرين، «أن الرواية تُعتبر من أعظم الأعمال الأمريكية القصيرة التي كُتبت من قبل شخص أمريكي.» فيما خلصت مجلة سبكتتر أن رواية الوحش ستكون من شأنها أن تعزز سمعة كرين الأدبية، حيث كتبت مُراجعة الكتاب «أنه إذا لم يكتب كرين أي عمل آخر، فإنه قد كسب ما سيُبقه كاتبًا ملحوظًا.»
كما صرح مراجع ذات كريتك «أن الوحش رواية غير جيدة... فهي رواية بها حث طريف في الإلقاء، ولكن فُكاتها ذات طابع قاتم إلى حد ما.» كما لم تُعجب الرواية جوليان هاوثورن ابن ناثانيال هاوثورن، حيث أشار إليها بأنها «إساءة إلى الأدب والإنسانية». ووازن هاوثورن التشابه بين الوحش وبين الشخصية الأدبية الرئيسية التي ابتدعتها المؤلفة البريطانية ماري شيلي عام 1818 تحت اسم فيكتور فرانكنشتاين في رواية فرانكنشتاين، حيث نجحت شيلي في إقناع القراء بالتعاطف مع مخلوق مُشوه نبذه المجتمع، حيث صورته كشخصية بريئة حولها المجتمع، بخوفه غير المبرر، إلى وحش. ومنذ ذلك الوقت، أصبح النقاد يقارنون بين شخصية الوحش هنري وشخصية الوحش فرانكنشتاين. وصرحت إليزابيث يونج أنه «يوجد توازن في الروايتين، حيث أنه في فرانكنشتاين، هناك جسد ذكر تجمع وتحول بشكل مُخيف داخل مُختبر عالِم وتم إعادته إلى الحياة على يد عالِم، فيما حدث تشوه جونسون في معمل طبيب وتم إنقاذه أخيرًا على يد ترسكوت.»
كانت الوحش وحكايات أخرى آخر مجموعة تم نشرها خلال حياة كرين. في منتصف القرن العشرين، جذبت الرواية انتباه النقاد، وخاصة كونها تُناقش دراسات العلاقات العرقية في أواخر القرن التاسع عشر في نيويورك. كَتب الناقد شيستر والفرد «أن قصة الرواية تكشف حقائق غير مقبولة اجتماعيًا لما يقرب من مائة سنة أخرى، فهي تُناقش مشاكل العنصرية التي لم يتقبلها العالم على مدار مئات السنين، إضافة إلى تناولها مشاكل كل المجتمعات في جميع الأوقات والأماكن، وليس فقط مشاكل الزنوج.» أطلق الكاتب رالف إيلسون، الأمريكي من أصل أفريقي، على رواية الوحش جنبًا إلى جنب مع مغامرات هكلبيري فين للكاتب مارك توين «بأنهن من أهم الروايات الأمريكية وعُدتا آباء هذه الأعمال المعاصرة والحديثة.» كما كَتب الناقد جميس ناجل في مقاله عام 1999: «أنه لا تُوجد رواية تتناول موضوعات هامة وغنية كهذه في العقد الآخير غير الدب لويليام فوكنر، والتي عُدت من أهم الروايات الأمريكية من هذا النوع الخيالي.» فيما قام المخرج والكاتب ألبرت باند بعمل معالجة سينمائية للوحش وأسماه وجه النار من بطولة كاميرون ميتشيل في شخصية الدكتور ترسكوت وجميس وهيتمر في شخصية هنري. وعلى عكس الرواية الأصلية، فقد تم تصوير جونسون كرجل أبيض وليس زنجيًا، مع تغيير اسمه الأول من هنري إلى مونك.